# Obrazni tumor tasmanskih vragov
Obrazni tumor tasmanskih vragov (DFTD), ki verjetno izvira iz Schwannovih celic je agresiven, nevirusni, nalezljivi parazitski rak, ki prizadane tasmanske vrage. Prvi „uradni primer“ je bil opisan v Avstraliji, leta 1996. V naslednjem desetletju je bolezen pustošila med tasmanskimi vragi, z ocenami upada populacije v razponu od 20% do celo 50% , čez več kot 65% države. Prizadete populacije z visoko gostoto naseljenosti utrpijo do 100% smrtnost v 12-18 mesecih. Bolezen je v glavnem osredotočena na vzhodno polovico Tasmanije. Vidni znaki DFTD se kažejo z lezijami in oteklinami okrog ust. Te se razvijejo v rakaste tumorje, kateri se lahko širijo od obraza po celem telesu. Potem, ko se lezije prvič pojavijo, vragi po navadi umrejo v roku šestih mesecev zaradi odpovedi organov, sekundarne okužbe ali metaboličnega stradanja. Tumorji motijo hranjenje in obolela žival lahko umre od lakote. Obrazni tumor tasmanskega vraga prizadane tako samce kot samičke. Trenutna populacija se je skrčila za 70% od leta 1996. Številke iz leta 2010 kažejo, da je okuženo 80% populacije. Najverjetnejša pot prenosa je preko grizenja, še posebej, ko pridejo podočniki v neposredni stik z bolnimi celicami. Drugi načini prenosa vključujejo, vendar niso omejeni na, užitje okuženega trupla ali na okužbo ob delitvi hrane, pri čemer oba vključujeta prenos tujih celic med nepovezanimi posamezniki. Najdenih je bilo šest samic z delno imunostjo. V upanju, da bi rešili populacijo, se je pričela vzreja v ujetništvu.

## Značilnosti
Celice tasmanskih vragov imajo 14 kromosomov, medtem, ko najstarejši znani sev celice tumorja vsebuje trinajst kromosomov, od katerih je devet prepoznavnih, štirje pa so mutirani nosilci tumorskih markerjev. Novejši sevi imajo še dodaten mutiran kromosom s tumorskim markerjem, torej skupno štirinajst kromosomov. Raziskovalci so identificirali raka, kot nevroendokrini tumor in odkrili enake kromosomske preureditve v vseh rakavih celicah. V anomaliji celotnega seta kromosomov je DFTD podoben pasjemu nalezljivemu spolnemu tumorju (CTVT), tj. rak psov, ki se prenaša s fizičnimi stiki psov. Med različnimi spremembami prisotnimi v genomu tumorja je mogoče odkriti več enojnih osnovnih mutacij ali kratkih vstavljanj in brisanj, kot so izbrisi na kromosomih 1, 2 in 3 ali trisomija na 5p. Nekateri od mutiranih ali izbrisanih genov v DFTD so RET, FANCD2, MAST3 in gen podoben BTNLD9.
Teorija, da bi same rakaste celice lahko bile kužni povzročitelj (Teorija transplantanta tujka) je bila prvič podprta s strani raziskovalcev AM. Pearsa, K. Swifta in sodelavcev. Leta 2006 sta Pearse in Swift analizirala DFTD celice več vragov na različnih lokacijah in ugotovila, da ne samo, da so vse celice okužene z DFTD genetsko med seboj enake, temveč se tudi genetsko razlikujejo od svojih gostiteljev in od vseh znanih Tasmanskih vragov. Torej mora rak izvirati iz posameznika in se širiti prej, kot pa se pojavljati ločeno v vsaki živali. Izmed 104 tumorjev različnih tasmanskih vragov je bilo z analizo genoma (mitohondrijski in jedrski) ugotovljeno 21 različnih podklonov. Pozneje so bili znanstveniki priča razvoju tumorjev iz ran pri prej neokuženem vragu, ki so bili povzročeni z ugrizi okuženega vraga, kar potrjuje teorijo, da se bolezen širi s pomočjo vnosa tujega tkiva. Od junija 2005 so bile odkrite tri samice, katere so delno odporne na DFTD.
Nadaljnje raziskave na univerzi v Sydneyju so pokazale, da se nalezljivi obrazni rak lahko širi zaradi nizke raznolikosti v imunskih genih vragov (MHC razreda 1 in 2). Enaki geni so najdeni tudi v tumorjih, tako da imunski sistem vragov ne prepozna celic tumorja za tuje. Obstajajo vsaj štirje in več sevi raka, ki kažejo na to, da se bolezen razvija in lahko postane še bolj virulentna. Sevi lahko otežijo poskuse razvijanja cepiva, hkrati pa mutacija raka lahko pomeni tudi razširitev na druge sorodne vrste, kot so severne vrečaste mačke (Dasyurus hallucatus).
V dokumentu objavljenem januarja 2010 v izdaji publikacije Science je mednarodna skupina raziskovalcev napovedala, da obrazni tumor tasmanskih vragov verjetno izvira iz Schwannovih celic enega samega vraga. Schwannove celice lahko najdemo v perifernem živčnem sistemu in proizvajajo mielin ter druge proteine bistvene za delovanje živčnih celic v perifernem živčnem sistemu. Raziskovalci so vzorčili 25 tumorjev in spoznali, da so tumorji genetsko identični. Z uporabo metode globokega sekveniranja so opisali tumorje s transkriptomom, naborom genov, ki so aktivni v tumorjih. Transkriptomi so se tesno ujemali s tistimi iz Schwannovih celic, ki so razkrili visoko aktivnost v večini genov, ki kodirajo mielinske bazične proteine. S strani skupine je bilo identificiranih nekaj specifičnih označevalcev, vključujoč MBP in PRX gene, kateri lahko omogočijo veterinarjem, da lažje ločijo DFTD od drugih vrst raka ter navsezadnje pomagajo identificirati ciljno genetsko pot za zdravljenje. 
Posledica zmanjšanja življenjske dobe vragov zaradi DFTD je zgodnejše razmnoževanje le-teh v divjini, sodeč po nekaterih poročilih mnogih živijo samo zato, da bi sodelovali v enem razmnoževalnem ciklusu. Študija kaže, da so Tasmanski vragi spremenili svoje razmnoževalne navade v odgovor na bolezen. Samice so se pred pojavom bolezni začele razmnoževati v drugem letu starosti,se tri leta parile letno, dokler niso naravno poginile. Zdaj se navadno razmnožujejo v prvem letu starosti in kmalu zatem zaradi tumorjev poginejo. Sumi se, da se bolezen širi med tasmanskimi vragi med parjenjem, ko drug drugega grizejo. Na omejenem področju je bilo opaženo širjenje DFTD med socialnimi interakcijami. Obrazni tumor tasmanskih vragov je en izmed treh nalezljivih rakov.

## Patologija
Rast velikih tumorjev ovira hranjenje, tako da je stradanje pogost vzrok smrti pri obolelih vragih. Vključevanje organov in dodatne okužbe so tudi možen dejavnik smrti, lokalizirano vključevanje bezgavk in sistematične metastaze so običajne. Rak napade tudi srce, tumorji pa so sposobni raztopiti tudi dele lobanje.

## Odziv na bolezen in ohranjanje vrste
Populacijo divjih tasmanskih vragov redno spremljajo, da bi sledili širjenju bolezni ter identificirali spremembe v razsajanju bolezni. Spremljanje na terenu vključuje prestrezanje vragov na določenem območju, da bi preverili prisotnost bolezni in določili število obolelih živali. To isto območje je obiskano večkrat, da bi tako karakterizirali širjenje bolezni v daljšem časovnem obdobju. Doslej je bilo ugotovljeno, da so lahko kratkoročni učinki bolezni na določenem območju resni. Dolgoročno spremljanje na ponavljajočih se območjih bo bistvenega pomena, da se oceni ali bodo ti učinki ostali, ali pa si populacija lahko opomore. Terenski delavci prav tako testirajo učinkovitost zatiranja bolezni tako, da lovijo in odstranjujejo obolele vrage. Upajoče bi odstranitev obolelih vragov iz divje populacije morala zmanjšati razširjenost bolezni in tako omogočiti vragom preživetje onstran svojih mladostniških let in vzreje. Študija meni, da sedanji sistem izločanja ni uspel zavreti širjenja bolezni.
Z namenom ohranitve vrste sta bili osnovani dve populaciji neobolelih vragov v mestnem objektu, v predmestju Hobart mesta Taroona ter na Marijinem otoku, na vzhodni obali Tasmanije. Ena izmed možnosti za ohranitev je tudi gojitev živali v ujetništvu v živalskih vrtovih. Upad števila vragov na celini je tudi ekološki problem, saj je njihova navzočnost v tasmanskih gozdovih najverjetneje preprečila naselitev rdeče lisice, ki je bila nezakonito vpeljana na Tasmanijo leta 2001. Obstaja možnost, da bi bili mladiči tasmanskih vragov izpostavljeni plenjenju rdeče lisice, ker bi bili daljše časovno obdobje prepuščeni sami sebi.
Kot odgovor na vpliv DFTD na populacijo Tasmanskih vragov je bilo 47 tasmanskih vragov poslanih na celino, kjer je Avstralski park za divje živali, da bi poskusili ohraniti genetsko raznolikost vrste. Največji od teh prizadevanj je Barrington Tops „Vražja barka“ v Novem Južnem Walesu, pobuda Avstralskega parka za plazilce. Cilj tega projekta je ustvariti nabor tisoč gensko reprezentativnih vragov in na njem je sedaj glavni poudarek prizadevanj za ohranitev vrste. Poleg tega se Tasmanski polotok šteje kot mogoče „čisto območje“ z eno samo, ozko dostopno točko,ki je nadzorovana s fizičnimi ovirami. Tasmansko Ministrstvo za primarno industrijo in vode eksperimentira z izločitvijo okuženih živali z nekaj znaki uspeha. 
Leta 2008 so bili mnenja, da ima vrag po imenu Cedric naravno imunost proti bolezni, vendar sta se mu proti koncu leta 2008 na obrazu razvila dva tumorja. Tumorja sta bila odstranjena in uradno mnenje je bilo, da se Cedric dobro odziva, vse do septembra 2010, ko so odkrili, da se je rak razširil na pljuča. Ob odkritju so ga uspavali. V sredini leta 2009 je bil, kot pregled bolezni, razvit diagnostični test krvi. V začetku leta 2010 so znanstveniki našli nekajo tasmanskih vragov, večinoma v severovzhodnem delu Tasmanije, ki so gensko dovolj drugačni, da njihova telesa raka prepoznajo kot tujek. Oni imajo samo eno histokompatibilno sestavo, medtem ko imajo rakaste celice dve. 
S trenutno populacijo, od leta 1996 zmanjšano za 70%, znanstveniki, v kolikor se ne najde zdravila, napovedujejo izumrtje tasmanskih vragov do leta 2035. 
Ena izmed študij je kot pomoč pri prizadevanjih za ohranitev vrste priporočila banko ženskih spolnih celic, saj je bila stopnja preživetja jajčec v njihovi študiji 70%.
V letu 2010 je obstajalo upanje, da bi EBC-46, zdravilo za obrazne tumorje psov, mačk in konjev, lahko bilo uspešno pri zdravljenju DFTD.
Cepljenja z obsevanimi rakastimi celicami se niso izkazala za uspešna.
Raziskava objavljena 27. junija 2011 v Proceedings of the National Academy of Sciences, predlaga izbiro genetsko raznolikega zaroda, izbranega na podlagi genomskega zaporedja. 
V letu 2011 so bili glavni raziskovalec David Phalen (Center zdravja in ohranjanja Wildlife, Univerza v Sydneyju) skupaj s Stephenom Pyecroftom (Ministrstvo za primarno industrijo in vode v Tasmaniji), Antonyjem Moorom in Angelo Frimberger, (veterinarsko-onkološki svetovalci) nagrajeni s Tasmanskim priznanjem za njihov projekt Raziskava kemoterapijskih snovi, ki učinkujejo na obrazni tumor tasmanskih vragov.

## Zgodovina
Leta 1996 je fotograf v bližini Mount Wiliama na severovzhodu Tasmanije posnel več slik vragov z obraznimi tumorji. Približno ob enakem času so kmetje poročali o upadu števila vragov. Menna Jones se je prvič srečala z boleznijo leta 1999, v bližini Little Swanporta, ter leta 2001 na polotoku Freycinet ujela tri vrage z obraznimi tumorji. Populacija vragov se je na polotoku dramatično zmanjšala . V marcu leta 2003 je Nick Mooney napisal dopis, ki naj bi krožil med živalskimi vrtovi in naravnimi parki, v katerem je prosil za višje prispevke za študijo te bolezni.Vendar pa je bila prošnja izločena, še preden je bil dopis predstavljen Bryanu Greenu, takratnemu ministru za primarno industrijo, okolje in vode. V aprilu leta 2003 je tasmanska vlada kot odgovor na bolezen ustanovila delovno skupino. Septembra leta 2003 je Nick Mooney v dnevnem časopisu The Mercury z boleznijo seznanil splošno javnost ter predlagal karanteno za zdrave tasmanske vrage. Takrat se je zdelo, da je mogoč vzrok retrovirus, vendar pa Državni laboratorij za zdravje živali ni imel potrebnih sredstev za podrobnejšo raziskavo te možnosti. Tasmanski sklad za ohranitev je bil kritičen do tasmanske vlade, češ da ne zagotavlja dovolj sredstev za raziskavo bolezni ter izjavili, da bi DFTD lahko predstavljala nevarnost tudi za živali in ljudi. Leta 2004 je Kathryn Medloc odkrila tri nenavadno oblikovane lobanje vragov v evropskem muzeju ter opis enega vraga, ki je umrl za posledicami bolezni podobni DFTD v londonskem živalskem vrtu.
Prvotno so menili, da DFTD povzroča virus, vendar v rakastih celicah niso odkrili dokaza, ki bi podprl teorijo. Drugi predlagani vzroki so bili kalicivirusi, natrijev fluoroacetat, druge kmetijske kemikalije in spremembe habitata v povezavi z retrovirusi. Sumili so tudi toksine iz okolja.
Teorijo transplantanta tujka so lahko prvič preverili marca leta 2006, ko je tasmanski vrag iz zavarovanega parka pobegnil na območje bolezni in kasneje, po ponovni vrnitvi v park okužil drugo žival.
Po preiskavi imunskega sistema vragov so znanstveniki, leta 2007, odkrili, da se njihov imunski sistem med bojem s patogenom obnaša normalno, kar je privedlo do domneve, da vragi rakavih celic ne zaznajo kot tujke. Študija iz leta 2007 je predvidela tudi, da bi vragi lahko izginili na omejenih področjih v 10 - 15 letih, ter da se bo bolezen razširila po vsej populaciji in povzročila izumrtje vrste v 25 - 35 letih.
Leto kasneje so v mastnem tkivu več tasmanskih vragov odkrili karcinogeno kemikalijo odporno na ogenj, polibromiran bifenil.

## Druge vrste
Nalezljivi raki, ki jih povzročajo kloni malignih celic, so izjemno redki. Edini drugi znani vrsti sta pasji nalezljivi spolni tumor (CTVT), ki ga znanost pozna že 100 let, in nalezljivi sarkom mrežnice pri sirijskih hrčkih, ki se med hrčki prenaša s pikom komarja Aedes aegypti.
Mutacija obraznega tumorja tasmanskega vraga bi lahko pomenila, da se bo širil tudi na druge vrste